# Corynoneura hirvenojai
Corynoneura hirvenojai är en tvåvingeart som beskrevs av James E. Sublette och Sasa 1994. Corynoneura hirvenojai ingår i släktet Corynoneura och familjen fjädermyggor.
Artens utbredningsområde är Guatemala. Inga underarter finns listade i Catalogue of Life.